# Governo Segni I
Il Governo Segni I è stato l'undicesimo esecutivo della Repubblica Italiana, il quinto della II legislatura.
Esso, nato in seguito alle dimissioni del governo precedente, rimase in carica dal 6 luglio 1955 al 20 maggio 1957 (sebbene già dimissionario dal precedente 6 maggio), per un totale di 684 giorni, ovvero 1 anno, 10 mesi e 14 giorni.

## Storia

### Formazione
A seguito delle dimissioni del precedente governo, presieduto da Scelba e causate da contrasti interni alla DC e al rifiuto del PRI di tornare nel governo, il Presidente della Repubblica Giovanni Gronchi, il 26 giugno 1955, incarica Antonio Segni di avviare le consultazioni con i partiti per sondare le possibilità della formazione di un nuovo governo e, ottenuto l'avallo di DC, PSDI e PLI e il sostegno esterno dal PRI, il 2 luglio, gli viene affidato l’incarico di formare il nuovo governo. 
Il programma viene presentato prima alla Camera dei deputati che, il 18 luglio, approvata la mozione di fiducia con 293 voti favorevoli e 265 contrari mentre, al Senato, venne approvata il 22 luglio con 121 voti a favore e 100 contrari.

### Dimissioni
A seguito dell'uscita dei socialdemocratici dal governo, il 6 maggio Segni presenta le sue dimissioni a Gronchi.

## Compagine di governo

### Appartenenza politica
L'appartenenza politica dei membri del Consiglio dei ministri al momento dell’insediamento si può così riassumere:
| Partito | Partito                                 | Presidente | Ministri | Commissari | Sottosegretari | Totale |
| ------- | --------------------------------------- | ---------- | -------- | ---------- | -------------- | ------ |
|         | Democrazia Cristiana                    | 1          | 14       | 5          | 31             | 51     |
|         | Partito Socialista Democratico Italiano | -          | 3        | -          | 5              | 8      |
|         | Partito Liberale Italiano               | -          | 3        | -          | 4              | 7      |
| Totale  | Totale                                  | 1          | 20       | 5          | 40             | 66     |

### Provenienza geografica
La provenienza geografica dei membri del Consiglio dei ministri al momento dell’insediamento si può così riassumere:
| Regione             | Presidente | Vicepresidente | Ministri | Sottosegretari | Totale |
| ------------------- | ---------- | -------------- | -------- | -------------- | ------ |
| Sardegna            | 1          | -              | -        | 2              | 3      |
| Piemonte            | -          | 1              | 1        | 5              | 7      |
| Lombardia           | -          | -              | 1        | 7              | 8      |
| Campania            | -          | -              | 2        | 4              | 6      |
| Emilia-Romagna      | -          | -              | 3        | 2              | 5      |
| Lazio               | -          | -              | 2        | 3              | 5      |
| Sicilia             | -          | -              | 2        | 3              | 5      |
| Toscana             | -          | -              | 2        | 3              | 5      |
| Veneto              | -          | -              | 2        | 2              | 4      |
| Liguria             | -          | -              | 2        | 1              | 3      |
| Calabria            | -          | -              | 1        | 2              | 3      |
| Puglia              | -          | -              | 1        | 1              | 2      |
| Trentino-Alto Adige | -          | -              | -        | 2              | 2      |
| Basilicata          | -          | -              | 1        | -              | 1      |
| Marche              | -          | -              | 1        | -              | 1      |
| Abruzzo             | -          | -              | -        | 1              | 1      |
| Umbria              | -          | -              | -        | 1              | 1      |

### Composizione del parlamento
Al momento dell’insediamento del governo, il 6 luglio 1955:
| Camera                  | Collocazione     | Partiti                                                  | Seggi     |
| ----------------------- | ---------------- | -------------------------------------------------------- | --------- |
| Camera dei Deputati     | Governo          | Centrismo (294): DC (262), PSDI (19), PLI (13)           | 294 / 590 |
| Camera dei Deputati     | Appoggio esterno | PRI (5), Misto (3)                                       | 8 / 590   |
| Camera dei Deputati     | Astensione       | Misto (1)                                                | 1 / 590   |
| Camera dei Deputati     | Opposizione      | PCI (143), PSI (75), PNM (31), MSI (29), PMP (9)         | 287 / 590 |
| Senato della Repubblica | Governo          | Centrismo (119): DC (112), Misto (7)                     | 118 / 243 |
| Senato della Repubblica | Appoggio esterno | Misto (8)                                                | 8 / 243   |
| Senato della Repubblica | Astensione       | Misto (5)                                                | 5 / 243   |
| Senato della Repubblica | Opposizione      | PCI (51), PSI (26), PNM (14), UP (9), MSI (9), Misto (2) | 111 / 243 |

Al momento dell’uscita del Partito Socialista Democratico Italiano (PSDI) dal governo, il 4 maggio 1957:
| Camera                  | Collocazione     | Partiti                                                     | Seggi     |
| ----------------------- | ---------------- | ----------------------------------------------------------- | --------- |
| Camera dei Deputati     | Governo          | Centrismo (294): DC (262), PLI (13)                         | 275 / 590 |
| Camera dei Deputati     | Appoggio esterno | PRI (5), Misto (3)                                          | 8 / 590   |
| Camera dei Deputati     | Astensione       | Misto (1)                                                   | 1 / 590   |
| Camera dei Deputati     | Opposizione      | PCI (143), PSI (75), PNM (31), MSI (29), PSDI (19), PMP (9) | 306 / 590 |
| Senato della Repubblica | Governo          | Centrismo (119): DC (112), Misto (3)                        | 114 / 243 |
| Senato della Repubblica | Appoggio esterno | Misto (8)                                                   | 8 / 243   |
| Senato della Repubblica | Astensione       | Misto (5)                                                   | 5 / 243   |
| Senato della Repubblica | Opposizione      | PCI (51), PSI (26), PNM (14), UP (9), MSI (9), Misto (6)    | 115 / 243 |

## Composizione
| Carica                                                                 | Titolare                              | Titolare                                                          | Titolare                                    | Sottosegretari |
| Presidenza del Consiglio dei ministri                                  | Presidenza del Consiglio dei ministri | Presidenza del Consiglio dei ministri                             | Presidenza del Consiglio dei ministri       | Sottosegretario di Stato alla Presidenza del Consiglio |
| ---------------------------------------------------------------------- | ------------------------------------- | ----------------------------------------------------------------- | ------------------------------------------- | --- |
| Presidente del Consiglio dei ministri                                  |                                       |                                                                   | Antonio Segni (DC)                          | - Carlo Russo (DC) - Lorenzo Natali (DC) - Ennio Zelioli (DC) - Giuseppe Brusasca (DC)                                                                                                 |
| Vicepresidente del Consiglio dei ministri                              |                                       |                                                                   | Giuseppe Saragat (PSDI)                     | - Carlo Russo (DC) - Lorenzo Natali (DC) - Ennio Zelioli (DC) - Giuseppe Brusasca (DC)                                                                                                 |
| Ministri senza portafoglio                                             |                                       |                                                                   |                                             | |
| Riforma della Pubblica Amministrazione e attuazione della Costituzione |                                       |                                                                   | Guido Gonella (DC)                          | Guido Gonella (DC) |
| Cassa del Mezzogiorno                                                  |                                       |                                                                   | Pietro Campilli (DC)                        | Pietro Campilli (DC) |
| Rapporti con il Parlamento                                             |                                       |                                                                   | Raffaele De Caro (PLI)                      | Raffaele De Caro (PLI) |
| Spettacolo, Sport e Turismo                                            |                                       |                                                                   | Giovanni Ponti (DC)                         | Giovanni Ponti (DC) |
| Ministero                                                              | Ministri                              | Ministri                                                          | Ministri                                    | Sottosegretari di Stato |
| Affari esteri                                                          |                                       |                                                                   | Gaetano Martino (PLI)                       | - Dino Del Bo (DC) - Alberto Folchi (DC) - Vittorio Badini Confalonieri(PLI) |
| Interni                                                                |                                       |                                                                   | Fernando Tambroni Armaroli (DC)             | - Vittorio Pugliese (DC) - Guido Bisori (DC) |
| Bilancio                                                               |                                       |                                                                   | Ezio Vanoni (DC) (fino al 16 febbraio 1956) | - Mario Ferrari Aggradi (DC) |
| Bilancio                                                               |                                       | Adone Zoli (DC) (dal 19 febbraio 1956)                            |                                             | - Mario Ferrari Aggradi (DC) |
| Finanze                                                                |                                       |                                                                   | Giulio Andreotti (DC)                       | - Aldo Bozzi (PLI) - Giacomo Piola (DC) |
| Tesoro                                                                 |                                       |                                                                   | Silvio Gava (DC) (fino al 30 gennaio 1956)  | - Luigi Preti (PSDI) - Antonio Maxia (DC) - Giustino Valmarana (DC) - Angelo Giacomo Mott (DC) - Giuseppe Arcaini (DC) (fino al 20 marzo 1957) - Mario Riccio (DC) (dal 20 marzo 1957) |
| Tesoro                                                                 |                                       | Ezio Vanoni (DC) (ad interim, dal 30 gennaio al 16 febbraio 1956) |                                             | - Luigi Preti (PSDI) - Antonio Maxia (DC) - Giustino Valmarana (DC) - Angelo Giacomo Mott (DC) - Giuseppe Arcaini (DC) (fino al 20 marzo 1957) - Mario Riccio (DC) (dal 20 marzo 1957) |
| Tesoro                                                                 |                                       | Giuseppe Medici (DC) (dal 19 febbraio 1956)                       |                                             | - Luigi Preti (PSDI) - Antonio Maxia (DC) - Giustino Valmarana (DC) - Angelo Giacomo Mott (DC) - Giuseppe Arcaini (DC) (fino al 20 marzo 1957) - Mario Riccio (DC) (dal 20 marzo 1957) |
| Grazia e Giustizia                                                     |                                       |                                                                   | Aldo Moro (DC)                              | - Oscar Luigi Scalfaro (DC) |
| Difesa                                                                 |                                       |                                                                   | Paolo Emilio Taviani (DC)                   | - Giacinto Bosco (DC) - Giovanni Bovetti (DC) - Virginio Bertinelli (PSDI) |
| Industria e Commercio                                                  |                                       |                                                                   | Guido Cortese (PLI)                         | - Angelo Buizza (DC) - Fiorentino Sullo (DC) - Filippo Micheli (DC) |
| Commercio con l'Estero                                                 |                                       |                                                                   | Bernardo Mattarella (DC)                    | - Paolo Treves (PSDI) |
| Agricoltura e Foreste                                                  |                                       |                                                                   | Emilio Colombo (DC)                         | - Antonio Capua (PLI) - Mario Vetrone (DC) |
| Lavori Pubblici                                                        |                                       |                                                                   | Giuseppe Romita (PSDI)                      | - Giuseppe Caron (DC) |
| Lavoro e Previdenza Sociale                                            |                                       |                                                                   | Ezio Vigorelli (PSDI)                       | - Giacomo Sedati (DC) - Umberto Delle Fave (DC) - Armando Sabatini (DC) |
| Trasporti                                                              |                                       |                                                                   | Armando Angelini (DC)                       | - Salvatore Mannironi (DC) - Egidio Ariosto (PSDI) |
| Marina Mercantile                                                      |                                       |                                                                   | Gennaro Cassiani (DC)                       | - Corrado Terranova (DC) |
| Poste e Telecomunicazioni                                              |                                       |                                                                   | Giovanni Braschi (DC)                       | - Gaetano Vigo (DC) |
| Pubblica Istruzione                                                    |                                       |                                                                   | Paolo Rossi (PDSI)                          | - Giovanni Battista Scaglia (DC) - Maria De Unterrichter Jervolino (DC) |
| Partecipazioni statali                                                 |                                       |                                                                   | Giuseppe Togni (DC) (dal 2 marzo 1957)      | - Guido Ceccherini (PSDI) (dal 20 marzo 1957) - Edoardo Battaglia (PLI) (dal 20 marzo 1957)                                                                                            |

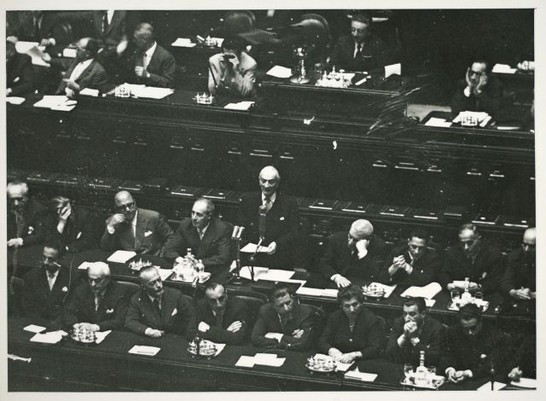
Presentazione del primo Governo Segni alla Camera, 13 luglio 1955

| Alto Commissariato                                                     | Alto Commissario                      | Alto Commissario                                                  | Alto Commissario                            | Alto Commissario |
| Alto Commissario per l'Alimentazione                                   |                                       |                                                                   | Emilio Colombo (DC)                         | Emilio Colombo (DC) |
| Alto Commissario per l'Igiene e la Sanità Pubblica                     |                                       |                                                                   | Tiziano Tessitori (DC)                      | Tiziano Tessitori (DC) |
| Alto Commissario per l'Igiene e la Sanità Pubblica                     |                                       | Crescenzo Mazza (DC) Alto Commissario Aggiunto                    |                                             | |
| Alto Commissario per il Turismo                                        |                                       |                                                                   | Pietro Romani (Ind.)                        | Pietro Romani (Ind.) |
| Alto Commissario per il Turismo                                        |                                       | Domenico Larussa (DC) Vice alto Commissario                       |                                             | |

## Cronologia
Salvo diversa indicazione la cronologia è prelevata dalla relativa pagina del sito dellarepubblica.it indicata nella bibliografia

### 1955
- 26/30 giugno: il capo dello Stato affida un mandato esplorativo ad Antonio Segni. Questi effettua un ampio giro di consultazioni. Il PLI preme sulla DC per l’affossamento della legge agraria del 1950 che contiene la norma sulla giusta causa, che rende più difficoltoso il licenziamento dei mezzadri da parte dei proprietari terrieri. PLI e PSDI si impegnano a consultarsi su ogni questione politica che si ponga nel corso della crisi e il PSDI si dichiara indisponibile a qualsiasi governo cui non partecipino i liberali. Nel PLI la sinistra che fa capo a Matteo Carandini accusa Giovanni Malagodi e la maggioranza del partito di essere diventati uno strumento obbediente della Confindustria e della Confagricoltura. I repubblicani rifiutano di entrare nel governo ma daranno l'appoggio esterno in parlamento.
- 2 luglio: Antonio Segni, concluso il mandato esplorativo, viene incaricato di formare il nuovo governo.
i socialdemocratici tedeschi lanciano un monito alla DC: un governo che contasse sull'appoggio di Pietro Nenni, che proprio in quel periodo sostiene di voler ispirare alla loro esperienza la politica del PSI, sarebbe gravato da pesanti ipoteche in politica estera.
Fanfani fa da mediatore coi liberali per la questione dei patti agrari: il mancato ingresso del PLI nell'esecutivo costringerebbe Segni a tentare la strada di un tripartito a maggioranza non precostituita, che dovrebbe reggersi grazie all'astensione dei socialisti.
- 5 luglio: il presidente incaricato scioglie la riserva e dichiara che il nuovo governo ripropone la formula centrista del governo Scelba (DC, PSDI, PLI con appoggio esterno del PRI). Raggiunto un accordo di massima coi liberali: la soluzione alle disdette per giusta causa sarà adottata in sede di discussione parlamentare valutando tra diverse opzioni legate agli indennizzi dovuti.
Il quotidiano 24 ORE, portavoce degli industriali della Lombardia, attacca duramente il presidente dell'Eni Enrico Mattei: riprendendo un articolo-inchiesta del settimanale Il Borghese il petroliere italiano è accusato di irresponsabilità politica per il presunto appoggio dato alle campagne del PCI e del PSI contro il cartello petrolifero internazionale. Mattei risponde, a sua volta, che una politica petrolifera conforme agli interessi del Paese non può che essere in linea con la posizione socialcomunista, contraria alla tutela degli interessi particolari, e definisce maccartista la posizione assunta dagli industriali italiani.[14]
Monarchici e missini si rivelano determinanti nell'elezione dei presidenti delle regioni Sicilia e Sardegna.[14]
- 12 luglio 1955: consiglio dei ministri: l'esecutivo intende dare la precedenza alla legge Tremelloni sulla perequazione tributaria, alla riforma dell'IRI e all'istituzione del Ministero delle partecipazioni statali. Il ministro dell'interno Fernando Tambroni prende l'impegno di defascistizzare le norme relative all'ordine pubblico e alla pubblica sicurezza.[15]
- 13/22 luglio: Segni presenta il governo ai due rami del Parlamento. Alla Camera la fiducia passa con 293 voti favorevoli e 265 contrari. Al senato con 121 voti favorevoli e 100 contrari.
- 23 luglio: consiglio nazionale del PCI: Luigi Longo e Palmiro Togliatti fanno appello ad una lotta unitaria per l'apertura a sinistra.
- 28 luglio: consiglio dei ministri: il Ministro degli affari esteri Gaetano Martino illustra il contributo italiano alla fase preparatoria della conferenza di Ginevra, svoltasi dal 26 aprile al 21 luglio 1954. Approvati diversi schemi di decreto per varie categorie di lavoratori e un disegno di legge per lo stanziamento di 1.340 milioni per il potenziamento della metropolitana di Roma.[16]
- 3 agosto: Mario Scelba parla alla federazione provinciale democristiana di Catania: la DC può e deve realizzare le riforme sociali senza dover mutuare da sinistra aspirazioni e suggestioni.[17]
- 6 agosto: consiglio dei ministri: viene approvato il dislocamento a Vicenza, in aggregazione agli effettivi italiani, delle truppe NATO statunitensi che devono lasciare l'Austria: viene approvato l'adeguamento degli straordinari dei maestri elementari a quelli di altre categorie del pubblico impiego. Stanziato un contributo speciale di quattro miliardi di lire per Roma.
- 19/20 agosto: consiglio nazionale della DC: solenne commemorazione di Alcide De Gasperi a un anno dalla scomparsa. Fanfani ribadisce la fedeltà della DC al centrismo. Esclusa l'ipotesi di un'apertura verso destra dichiara che l'opzione contraria, verso il PSI, è un'ipotesi talmente lontana nel tempo da non doverci al momento nemmeno pensare.
- 2/5 ottobre: A Firenze si svolge il «Convegno dei Sindaci delle capitali di tutto il mondo». Il sindaco Giorgio La Pira, promotore dell’iniziativa, aprendo i lavori propone «un patto di amicizia e di pace” ai sindaci di tutto il mondo. Partecipano al convegno i sindaci d’Europa, d'Asia e d’America. Dal Convegno un appello all’ONU in cui si chiede l’interdizione delle armi atomiche e un effettivo disarmo
- 15 novembre: ai sensi della legge 11 marzo 1953, n. 87, definitivamente approvata dal Senato il 7 marzo 1953,[18] viene formato il primo collegio della Corte Costituzionale. Non essendo ancora attivo il Consiglio superiore della magistratura le nomine sono ripartite tra il parlamento in seduta comune e il Presidente della Repubblica.
- 7 dicembre: il consiglio dei ministri approva il disegno di legge sui patti agrari che elimina la giusta causa e da piena libertà ai proprietari di licenziare fittavoli e mezzadri alla semplice scadenza dei contratti. Il PCI definisce il governo Scelba-Saragat il più reazionario dalla liberazione.
- 5/9 dicembre: alla vigilia del congresso la sinistra del PLI, che fa capo a Nicolò Carandini e Bruno Villabruna e si raccoglie attorno al settimanale Il Mondo, dà vita al Partito Radicale. Gli scissionisti accusano il segretario Giovanni Malagodi di eccessivo appiattimento agli interessi degli industriali.
- 9/11 dicembre: congresso del PLI: in un clima teso per la scissione radicale Vittorio Badini Confalonieri, Ferruccio De Lorenzo e Girolamo Bellavista, esponenti della componente di centro, attaccano duramente Giovanni Malagodi, accusato di aver creato una gestione oligarchica del partito appiattita sugli interessi della grande industria e dei proprietari terrieri. Il segretario viene comunque confermato alla guida del partito.
Mentre Malagodi pronuncia la sua relazione i radicali annunciano un programma di azione politica incentrato sulla lotta ai privilegi ed ai monopoli, contro le aziende di stato, per il controllo del parlamento sulla spesa pubblica e per una politica economica di tipo misto, considerando anche l'intervento statale nella vita economica[19]
- 13 dicembre: gravi scontri a Venosa fra disoccupati e polizia. Le forze dell’ordine usano le armi da fuoco. È ucciso un ragazzo di vent'anni. Una decina di feriti. L'Osservatore romano critica l’uso delle armi da parte della polizia nei conflitti sociali.
- 14 dicembre: venuto meno il veto sovietico l'Italia è ammessa alle Nazioni Unite.
- 18 dicembre: la Camera approva la legge Tremelloni. Il provvedimento passa all'esame del Senato.

### 1956
- 30 gennaio: il ministro del Tesoro Silvio Gava si dimette dopo un lungo contrasto con il ministro Ezio Vanoni sull’espansione della spesa per il miglioramento dei redditi degli statali. Gava, a differenza di Vanoni, è fautore di una linea di contenimento della spesa, di difesa della lira e pareggio di bilancio. L’interim del tesoro è assunto da Vanoni.
- 31 gennaio/3 febbraio: congresso del PSDI: nonostante le critiche della sinistra, che contesta la linea centrista e propone un dialogo con le forze di sinistra, dal Partito radicale in formazione ai socialisti escludendo solo il Pci, prevale la linea di Giuseppe Saragat della collaborazione al governo.
- 2 febbraio: nel corso di uno sciopero è arrestato lo scrittore Danilo Dolci. Nonostante i numerosi appelli di solidarietà lo scrittore sarà condannato a un mese e venti giorni di reclusione. Alla Camera vivaci proteste contro gli arresti di comunisti, socialisti e repubblicani.
- 14/20 febbraio: il 14 febbraio si discutono al Senato le dimissioni di Silvio Gava da ministro del bilancio: al termine del proprio intervento il ministro del tesoro Ezio Vanoni, che ne ha raccolto l'interim, viene colpito da un collasso cardiaco e muore pochi minuti dopo nell'ufficio di Cesare Merzagora. I monarchici di Covelli e i missini sollecitano l'apertura di una crisi di governo. I quattro partiti della coalizione, concorde il PSI e neutrale il PCI, rispondono che non vi è nessuna necessità di una crisi, e tanto meno di un rimpasto, poiché il governo non si trova in nessuna difficoltà, è pienamente operativo e deve solo individuare due persone adatte ai dicasteri rimasti senza titolare.
Il 18 febbraio Fanfani fa il nome di Giuseppe Pella per il dicastero del tesoro incontrando la decisa opposizione del PSDI. Rifiutati gli incarichi da Pietro Campilli, che preferisce rimanere alla Cassa del Mezzogiorno, e di Giovanni Battista Bertone, a causa dell'età avanzata, sono alla fine indicati i nomi dei senatori Adone Zoli al bilancio e Giuseppe Medici al tesoro.
- 20 febbraio: Zoli e Medici giurano nelle mani del capo dello Stato.
Comiso: scontri fra braccianti e polizia. È ucciso un bracciante comunista. La CGIL proclama per i giorni successivi scioperi e manifestazioni. Cariche contro i disoccupati anche a Perugia, Foggia, Bologna. Marcia di protesta dei braccianti di Melissa. Occupazione di terre incolte a Fasano ed Eboli.
- 21 febbraio: discussione sulle dichiarazioni del Governo in merito alla nomina dei due nuovi ministri Adone Zoli al Bilancio e Medici al Tesoro. Al termine del dibattito l’intervento del presidente del Consiglio e la relazione del ministro del Bilancio. Entrambi confermano la politica economica del governo. La fiducia è approvata con 284 voti a favore (DC, PSDI, PRI, PLI), 52 contrari (MSI e monarchici di Covelli), 105 astenuti (PCI, PSI, i monarchici di Lauro e il radicale Villabruna).
- 26/27 febbraio: consiglio nazionale della DC: Fanfani illustra il programma della DC per le elezioni amministrative.
- 29 febbraio: Confindustria, Confcommercio e Confagricoltura danno vita a Confintesa, comitato permanente a sostegno delle forze politiche favorevoli all’economia privata e contro l’intervento dello Stato nell’economia. Secondo le notizie stampa sarebbero circa due milioni gli aderenti al comitato. Il 1º marzo una rappresentanza è ricevuta dal presidente del Consiglio.
- 7 marzo: la Pravda pubblica un articolo di Palmiro Togliatti sulla via italiana al socialismo. Il leader comunista sostiene il metodo parlamentare e denuncia che il parlamento è in gran parte la rappresentanza di un'oligarchia che mira a togliere valore alle assemblee elettive.
- 13/15 marzo: comitato centrale del PCI: al centro del dibattito le risultanze del XX congresso del PCUS. Togliatti affronta nella sua relazione le critiche al culto della personalità di Stalin ma evita di parlare del rapporto segreto di Chruščëv. Il gigantesco sviluppo economico, sociale e politico dei popoli dell’URSS lancia secondo il PCI una pacifica sfida al mondo capitalistico.
- 14 marzo: a Barletta un gruppo di disoccupati irrompe nel deposito viveri della Pontificia opera di assistenza. Negli scontri con le forze dell’ordine sono uccisi due manifestanti. Al Senato il ministro degli Interni Fernando Tambroni definisce i fatti accaduti una sommossa da attribuire al clima di scontro creato dalle sinistre, definite estremiste.
- 16/19 marzo: congresso del PRI: si conferma l'appoggio esterno al governo. L'assise invita il PSI ad operare un netto distacco dal PCI. Oronzo Reale riconfermato segretario.
- 16 marzo: Con la pubblicazione da parte del New York Times iniziano le prime rivelazioni in occidente del rapporto Kruscev.
- 19 marzo: la condanna sovietica dello stalinismo provoca le prime ripercussioni politiche sul PCI: il segretario della DC Fanfani pronuncia un duro discorso sulla crisi del comunismo e polemizza direttamente con Palmiro Togliatti. Mentre il capo dei comunisti tedeschi Walter Ulbricht paragona il dittatore sovietico a Hitler Fanfani sostiene che quello che sta accadendo è il prodotto della resistenza dello spirito umano alle innaturali pretese liberticide dell'ideologia comunista e della prassi sovietica.
- 21 marzo: il settimanale Time pubblica nuove rivelazioni sul rapporto, fornite dalla corrispondenza di un proprio giornalista che ha lasciato l'URSS. Chruščëv avrebbe accusato Stalin di vigliaccheria di fronte alle armate tedesche, di aver promosso campagne contro gli ebrei e di una smodata mania per i monumenti di dimensioni colossali.
Nello stesso giorno la direzione del PCI mobilità centinaia di attivisti allo scopo di controllare il morale e le reazioni della base del partito. Il materiale di propaganda per la destalinizzazione deve essere ritirato in fretta e furia per adeguare le direttive del partito all'imprevista rivelazione dei contenuti del rapporto che, secondo le intenzioni di Togliatti, doveva rimanere segreto fino al completo adeguamento al nuovo corso.
La camera approva in via definitiva la riforma delle leggi elettorali per l'elezione dei due rami del parlamento e degli enti locali. Le elezioni amministrative sono di fatto già fissate per il 27 maggio.
- 23 marzo: mentre Umberto Terracini chiede il ritiro del provvedimento di espulsione dalla direzione per antistalinismo, Gian Carlo Pajetta deve sostituire Togliatti all'assemblea dei gruppi parlamentari.
- 3/5 aprile: consiglio nazionale del PCI: Togliatti illustra gli obiettivi della lotta elettorale e l'idea di accordi a livello locale per maggioranze di sinistra che caratterizzino in senso progressista la politica di comuni e province. Togliatti propone l'abolizione dei prefetti e l'istituzione delle regioni a statuto ordinario. Gli avvenimento sovietici devono essere motivo di rilancio e rinnovamento del partito.
- 9/11 aprile: comitato centrale del PSI: Pietro Nenni invita ad una riflessione sulle fondamenta dell'edificazione dello stato socialista e conferma il patto di unità e azione col PCI in vista delle elezioni amministrative. Nenni non esclude un'opera di riavvicinamento col PSDI.
- 13/15 aprile: assemblea nazionale della DC: Fernando Tambroni, ministro dell'interno, illustra le nuove leggi elettorali.
- 23 aprile: entra in funzione la Corte costituzionale.
- 27/28 maggio: elezioni amministrative. A Bologna è sconfitta la lista civica che fa capo a Giuseppe Dossetti, il PCI ottiene il 45% e le sinistre (PCI-PSI) raggiungono il 52%. In Sicilia la sinistra conquista 51 nuovi comuni. A Napoli Achille Lauro avanza a spese della DC. Rispetto alle politiche del 1953 il PSDI guadagna 800 mila voti, il PLI 400 mila, la DC mantiene le posizioni con qualche perdita. Nonostante i successi in alcune regioni il PCI perde complessivamente tra l’ ’8 e il 10 % a vantaggio del PSI. In flessione i monarchici di Covelli e missini.
- 31 dicembre: Nenni a nome del PSI invita il segretario del PSDI Matteo Matteotti ad un incontro fra il due partiti. Riguardo alla formazione delle giunte nei comuni e nelle province il PSI si dichiara disponibile alla collaborazione con DC e PSDI. Matteotti accetta l’invito socialista. L’avvio del dialogo fra PSI e PSDI provoca la reazione del PLI. Giovanni Malagodi minaccia l’uscita dei liberali dal governo.
- 3 giugno: consiglio nazionale della DC: Fanfani esclude alleanze con la sinistra e la destra. La DC tiene fede alla coalizione di governo,
- 5 giugno: il presidente del Consiglio Antonio Segni incontra i dirigenti del PLI e del PSDI per esaminare la situazione della formazione delle giunte. Lo stesso giorno Nenni (PSI) incontra Matteotti (PSDI).
- 9 giugno: direzione nazionale del PSDI: non vi prendono parte i rappresentanti della destra. Si accetta l’ingresso nelle giunte del PLI. Non si esclude la possibilità della convocazione di un Consiglio nazionale e persino di un Congresso straordinario.
- 13 giugno: l’ «Unità» annuncia la pubblicazione per domenica 17 giugno del testo integrale dell'intervista di Palmiro Togliatti a Nuovi Argomenti sulle critiche a Stalin. Togliatti attribuisce gli errori di Stalin all’eccessiva burocratizzazione del potere sovietico e considera la correzione degli errori un contributo al processo di costruzione della società socialista. Rivendica l'autonomia del PCI nei confronti del PCUS e. Affermata l'inapplicabilità del modello sovietico alle varie realtà nazionali torna a prospettare la necessità di una via italiana al socialismo. Per Nenni il rapporto segreto e le sue implicazioni, al di là della critica allo stalinismo, mettono in discussione l’insieme dell’ideologia leninista e occorre ripensare le prospettive e la natura dei partiti operai.
- 19 agosto: Aosta, festa de l'Unità: Togliatti ribadisce il valore dell’unità d’azione con il PSI. Polemizza con le posizioni critiche sull’URSS e sul comunismo che avanzano nel PSI ma sostenute dal PSDI e incoraggiate dalla stessa DC
- 25 agosto: L’Osservatore Romano pubblica la pastorale del patriarca di Venezia sui doveri dei cattolici nell’azione politica. Mario Scelba attacca la segreteria della DC e il suo possibilismo sul rapporto con il PSI.
Nenni e Saragat si incontrano a Pralognan. I due leader discutono sulla possibilità di una riunificazione socialista.
- 9 settembre: Togliatti interviene alle Feste dell’Unità di Pistoia e di Livorno: afferma che il PCI è favorevole ad un riavvicinamento fra PSI e PSDI: l'azione potrà rafforzare la lotta unitaria delle sinistre per la realizzazione della Costituzione e il socialismo, ma mette in guardia dal rischio che si prepari di una scissione diversa del movimento operaio e una distruzione» dell’unità d’azione fra PCI e PSI.
- 18 settembre: Enrico De Nicola, presidente della Corte costituzionale, annuncia le dimissioni per protestare contro le affermazioni del ministro degli Interni Fernando Tambroni, secondo il quale la dichiarazione di incostituzionalità di alcuni articoli del Testo unico di pubblica sicurezza, tra i quali quello che prevede il confino di polizia, avrebbe privato le forze dell’ordine di preziosi strumenti nella lotta alla criminalità. Mentre il consiglio dei ministri si riunisce d'urgenza per applicare le decisioni della corte il capo dello Stato rifiuta di accettarle e De Nicola accetta di ritirarle.
- 27 settembre: muore Piero Calamandrei.
- 4 ottobre: socialisti e comunisti stipulano un patto di consultazione. Giuseppe Saragat contesta l'iniziativa a Nenni, giudicandola un ostacolo alla riunificazione socialista.
- 11 ottobre: direzione nazionale del PSI: Pietro Nenni conferma la volontà del PSI di riunirsi col PSDI per formare una grande e rinnovata forza socialista.
- 14/18 ottobre: congresso della DC: Fanfani indica l'azione futura della DC in riforme in senso solidaristico e nella promozione della ricerca e dello sfruttamento delle fonti di energia. Annuncia una riforma dell'IRI, che definisce strumento del progresso industriale. Lo schema tributario Vanoni e l'ampliamento della pubblica istruzione miglioreranno la vita degli italiani fin dalle giovani generazioni. Fanfani confermato segretario.
- 23 ottobre: una manifestazione pacifica di alcune migliaia di studenti a sostegno degli studenti della città polacca di Poznań (a cui poi si aggiungono molte migliaia di ungheresi), dà il via alla rivoluzione ungherese contro il governo di Mátyás Rákosi, appartenente alla "vecchia guardia" stalinista, e contro la presenza sovietica in Ungheria. L'Unità definisce gli eventi un tentativo reazionario di distorcere il processo di democratizzazione. Il PCI si schiera dalla parte dei sovietici.
- 24/25 ottobre: scontri al limite della guerra civile a Budapest e in gran parte dell'Ungheria tra rivoluzionari e forze militari. Operai armati difendono le fabbriche dai rivoltosi, che si sarebbero dati alla sistematica eliminazione fisica di numerosi funzionari locali del Partito Comunista. Il governo chiede ufficialmente l'intervento delle truppe sovietiche di stanza in Ungheria per il Patto di Varsavia. Il socialdemocratico Szakasits e il leader contadino Tildy invitano il popolo a sostenere il governo.
- 25 ottobre: Saragat e Nenni tornano ad incontrarsi per la riunificazione socialista. Si discute sui tempi e sui modi della fusione dei due partiti nonché sull’uscita dei socialdemocratici dal governo. Dopo i fatti d’Ungheria si apre una profonda frattura tra comunisti e socialisti.
La direzione del PCI auspica un intervento normalizzatore sovietico.
- 26 ottobre: il Partito dei Lavoratori Ungheresi nomina capo del governo Imre Nagy, un comunista riformista che favorisce gran parte delle rivendicazioni dei rivoltosi finendo con l'identificarsi con l'antisovietismo della rivolta.
- 28 ottobre: il giornalista socialista Luigi Fossati, che per un caso si trova a Budapest nei giorni della repressione, riesce a far arrivare in Italia una serie di articoli che vengono integralmente pubblicati sull'Avanti!, accuse all'URSS comprese.[20]
- 29 ottobre: mentre i sovietici studiano un piano di intervento controrivoluzionario a Roma viene diffuso il Manifesto dei 101, compilato allo scopo di avviare una discussione all'interno del partito comunista su quanto sta avvenendo in Ungheria, e sulla necessità che venga riveduto il giudizio negativo dei vertici sulla natura della rivolta. Il partito rifiuta la pubblicazione dell'appello su l'Unità.
Consiglio nazionale del PSDI: l'assemblea approva all'unanimità la decisione di un dialogo per la riunificazione dei socialisti.
All'interno del PCI emergono posizioni fortemente critiche nei confronti di Palmiro Togliatti. La più autorevole è quella di Giuseppe Di Vittorio, al quale si uniscono il sindaco di Bologna Giuseppe Dozza, l'antistalinista Umberto Terracini e il parlamentare Fausto Gullo. Undici redattori del Paese Sera contestano la mancata solidarietà del partito con gli insorti. Diversi intellettuali contestano a Togliatti di voler impedire all'Ungheria di seguire una propria via nazionale al socialismo.
A Milano sono affissi dei manifesti firmati dal gruppo Azione Comunista, guidato da Luciano Raimondi: Togliatti, Luigi Longo e Gian Carlo Pajetta sono accusati di aver annullato la democrazia e la libertà interne del PCI. Analoga azione nella bassa padana, in particolare a Luzzara, paese natale di Bruno Fortichiari.[21] PSI e PSDI formano una commissione unitaria per stabilire le modalità e i tempi dell'unificazione.
- 30 ottobre: mentre è in corso la riunione della direzione comunista la polizia respinge un assalto studentesco alla sede nazionale del PCI inasprito dall'infiltrazione di militanti del MSI guidati da Pino Romualdi, Giulio Caradonna e Mario Gionfrida. Si contano 24 feriti e numerosi denunciati.
I presidenti dell'IRI, Aldo Fascetti, e dell'ENI, Enrico Mattei, partecipano al comitato dei ministri per il piano Vanoni: nel piano di interventi per il meridione le due aziende di stato hanno inserito la costruzione della prima centrale termo-nucleare italiana.
- 1º novembre: il capo dello Stato Imre Nagy annuncia l’uscita dell’Ungheria dal patto di Varsavia.
- 4 novembre i carri armati sovietici entrano a Budapest. Nagy è arrestato. János Kádár, nuovo segretario del Partito dei Lavoratori Ungheresi, è incaricato dai sovietici di ripristinare l’ordine. Le truppe sovietiche impiegano oltre tre giorni per vincere la resistenza degli insorti.
- 12 novembre: notizie provenienti da Budapest parlando di 2,500 morti e oltre 50.000 feriti
- 13 novembre: direzione nazionale DC: Fanfani invita il governo ad una rigorosa politica anticomunista. Il presidente del consiglio annuncia una sorveglianza più rigorosa a qualsiasi tendenza autoritaria e antidemocratica. Il PSI è invitato ad accelerare il processo di distacco dal PCI.
- 21 novembre: consiglio dei ministri: aumenta il prezzo della benzina a causa del blocco del Canale di Suez. Smentita qualsiasi ipotesi di razionamento dei carburanti per le ridotte forniture. Ridotto il canone di abbonamento RAI.
- 24/26 novembre: congresso del MSI: il partito si presenta diviso tra la politica di inserimento nel gioco politico, come destra rispettabile, conservatrice e liberista, e quella socialista dell'ultimo Mussolini di Salò. Prevale di pochissimo la linea legalitaria di Arturo Michelini, alleato con Pino Romualdi ed Ernesto De Marzio, che vince il congresso con 315 voti contro i 308 andati all'opposizione di Giorgio Almirante, Ernesto Massi e Pino Rauti. Quest'ultimo abbandona il partito con la propria corrente e dà vita al Centro studi Ordine nuovo.
- 26 novembre: i servizi segreti italiano e americano stipulano l'accordo relativo alla rete clandestina “STAY BEHIND”. È la premessa dell’operazione GLADIO finalizzata ad attività di controllo e contrasto al PCI nel caso di espansione sovietica nell’Europa occidentale
- 27 novembre: il ministro dell'industria smentisce che sia in corso la stampa di tessere per il razionamento della benzina.
- 8/14 dicembre: congresso del PCI: Togliatti insiste sulla una via italiana al socialismo. Appello per unire attorno alla classe operaia i contadini e il ceto medio con un Partito comunista rafforzato e rinnovato.
- 12 dicembre: l'ONU condanna l'aggressione sovietica in Ungheria.
- 20/21 dicembre: la Camera approva in via definitiva l'istituzione del Ministero delle partecipazioni statali e l'ammissione delle donne nelle giurie popolari.

### 1957
- 4 gennaio: a seguito delle risultanze del congresso emerge il dissenso interno al PCI sui fatti di Ungheria: lo storico della letteratura Natalino Sapegno, il pittore Domenico Purificato e il costituzionalista Vezio Crisafulli abbandonano il partito. La mozione conclusiva ignora i fatti di Ungheria. Togliatti rieletto a grande maggioranza.
- 5/6 gennaio: In risposta alle prime dimissioni viene presentato un manifesto di fedeltà a Togliatti, che ottiene, però, solo la firma di sedici intellettuali. Giovanni Amendola ammette che alcuni iscritti non hanno rinnovato la tessera. Pietro Secchia esonerato dall'incarico di responsabile politico della Lombardia, Celso Bini dal medesimo incarico in Piemonte. Nel Napoletano intere sezioni abbandonano il PCI e si dichiarano autonome. Il senatore Eugenio Reale, che ha dato le dimissioni, viene espulso per deviazionismo borghese.
- 7 gennaio: direzione nazionale straordinaria del PCI: redatto l'ordine del giorno per il comitato centrale convocato per il 12 e 13 gennaio. Lo scrittore Carlo Muscetta ritira l'intenzione di lasciare il PCI ma prende una posizione critica rispetto alla segreteria. Per mascherare la crisi in seno al partito la Direzione decide una campagna antigovernativa.
- 11 gennaio: l'Eni di Enrico Mattei ottiene l'esclusiva sullo sfruttamento degli idrocarburi presenti nel sottosuolo italiano.
- 14/16 gennaio: comitato centrale PCI: si discutono esclusivamente questioni interne relative al tesseramento, all'organizzazione e alle cariche.
- 6/10 febbraio: congresso del PSI: prevale ampiamente la linea di Pietro Nenni, che condanna l’intervento sovietico in Ungheria, propone la fine dell’unità d’azione con il PCI e la riunificazione con il PSDI. Sconfitta la sinistra filo-comunista di Lombardi, Panzieri, Libertini.
- 24 febbraio: Giuseppe Togni è nominato ministro delle partecipazioni statali. Il PRI, contrariato dalla mancata nomina di Ugo La Malfa, ritira l'appoggio esterno al governo.
- 5 marzo: in un discorso ai parroci romani Pio XII critica il governo di non tutelare il carattere sacro di Roma. Il pontefice si riferisce in particolare ad alcune affissioni pubblicitarie che a suo giudizio turbano la coscienza del cattolici. Da cui la indiretta critica alla Corte costituzionale per aver esteso la libertà d’espressione.
- 26 marzo: Enrico De Nicola si dimette nuovamente dalla presidenza della Corte costituzionale a causa degli ostacoli che il Governo pone all’attività della Corte stessa.
- 17 aprile: in contrasto con la maggioranza del partito sulla permanenza nel Governo si dimette il segretario Matteo Matteotti. È eletto segretario Mario Tanassi. I nuovi organi dirigenti approvano un documento che fissa le condizioni per la riunificazione con il PSI. Condizioni respinte.
- 3 maggio: viene introdotto per volere del Ministro ai Lavori Pubblici Giuseppe Romita e del Ministro per la riforma della pubblica amministrazione e l'attuazione della Costituzione Guido Gonella il D.P.R. nel quale viene introdotto, comma 3 dell'Art.97, il metodo del concorso per l'accesso agli impieghi della pubblica funzione.
- 4 maggio: i socialdemocratici escono dalla maggioranza di Governo.
- 6 maggio: il presidente del Consiglio si dimette[22].

### Esplicative
1. ↑  Fino al 4 maggio 1957.
2. ↑  Di cui uno era anche Vicepresidente del Consiglio dei ministri.
3. ↑  SVP (3).
4. 1 2 3 4  Tecnicamente, secondo il Regolamento, nei voti di fiducia parlamentare essa corrisponde ad un voto contrario e dunque tale posizione avrebbe avuto effetto solo per permettere al governo di perseguire stabilmente il proprio indirizzo politico, qualora fosse entrato in carica stabilmente.
5. ↑  Altri (1) - Il deputato Alessandro Scotti.
6. ↑  PSDI (4), PLI (3).
7. ↑  PRI (2), SVP (2), Altri (4) - I senatori Pietro Canonica, Enrico De Nicola, Raffaele Cadorna e Santi Savarino.
8. ↑  Altri (5) - I senatori Pasquale Jannaccone, Cesare Merzagora, Gaetano De Sanctis, Luigi Sturzo e Giuseppe Bosia.
9. ↑  PMP (2).
10. ↑  SVP (3).
11. ↑  Altri (1) - Il deputato Alessandro Scotti.
12. ↑  PLI (3).
13. ↑  PRI (2), SVP (2), Altri (4) - I senatori Pietro Canonica, Enrico De Nicola, Raffaele Cadorna e Santi Savarino.
14. ↑  Altri (5) - I senatori Pasquale Jannaccone, Cesare Merzagora, Gaetano De Sanctis, Luigi Sturzo e Giuseppe Bosia.
15. ↑  PSDI (4), PMP (2).

### Bibliografiche
1. ↑   Enzo Forcella, Il nuovo governo Segni ha giurato davanti al Presidente della Repubblica, su archiviolastampa.it, 7 luglio 1955.
«Roma, 6 luglio. All'una del pomeriggio, con un'ora di ritardo sul previsto, l'on. Segni ha presentato al Capo dello Stato la lista del nuovo Governo ed i relativi decreti di nomina dei ministri. Poche ore più tardi, alle 19, i membri del Gabinetto hanno prestato giuramento nelle mani del Presidente della Repubblica. La cerimonia si è svolta, come sempre, nel Salone della Madonna della Seggiola alla presenza del Segretario generale della presidenza e del Capo della Casa militare del Presidente in qualità di testimoni»
2. ↑   Panfilo Gentile, La costituzione del ministero Segni - Il giuramento davanti al Presidente della Repubblica, in Corriere della Sera, 7 luglio 1955.
3. ↑   Vittorio Gorresio, Il governo Zoli ha giurato al Quirinale e si presenterà al Parlamento il 29 maggio, su archiviolastampa.it, 21 maggio 1957.
4. 1 2 3   1953 - 1958 I governo Segni, su dellarepubblica.it. URL consultato il 24 aprile 2018.
5. ↑   I Governo Segni / Governi /  Camera dei deputati - Portale storico, su storia.camera.it. URL consultato il 24 aprile 2018.
6. ↑   1953 - 1958 I governo Scelba, su dellarepubblica.it. URL consultato il 24 aprile 2018.
7. ↑  Sottosegretario del Consiglio dei ministri
8. ↑  Sottosegretario con delega per la Stampa e l'Informazione
9. ↑  Sottosegretario con delega per la Riforma della Pubblica Amministrazione
10. ↑  Sottosegretario con delega per i Servizi dello Spettacolo
11. ↑  Sottosegretario con delega alle Pensioni di Guerra
12. ↑  Sottosegretario per i danni di guerra
13. ↑  Il dicastero viene istituito con la legge n. 1589 del 22/12/1956
14. 1 2  l'Unità, 6 luglio 1955
15. ↑  Il Messaggero, 13 luglio 1955
16. ↑  Il Messaggero, 29 luglio 1955
17. ↑  Il Messagero, 3 agosto 1955
18. ↑   Legge 11 marzo 1953, n. 87, Norme sulla costituzione e sul funzionamento della Corte costituzionale. Scheda dei lavori, su legislature.camera.it, Sito storico della Camera dei deputati. URL consultato il 10 maggio 2019.
19. ↑  La Stampa, 11 dicembre 1955
20. ↑  La Stampa, 27 e 28 ottobre 1955
21. ↑  La Stampa, 30 ottobre 1956
22. ↑   Il governo Segni si è dimesso, su archiviolastampa.it, 7 maggio 1957.